# Yesterday Was Hard on All of Us
Yesterday Was Hard on All of Us is een nummer van de Britse singer-songwriter Fink uit 2011. Het is de eerste single van zijn vijfde studioalbum Perfect Darkness.
Het nummer gaat over de onzekerheid van de toekomst en de moeilijkheid om anderen te vertrouwen. De hoofdpersoon heeft moeite zijn weg te vinden in de toekomst. Hij weet niet waar hij heen moet en wie hij kan vertrouwen, en het verleden is voor hem zwaar geweest. De tekst moedigt luisteraars aan om na te denken over hun eigen ervaringen en over de moeilijkheden waarmee we allemaal worden geconfronteerd. Het nummer wist nergens de hitlijsten te behalen, maar werd in Nederland wel gedraaid door onder andere 3FM.
In 2016 werd het nummer gebruikt in het Nederlandse programma Break Free ter nagedachtenis aan Sascha Meijer, die omkwam bij de ramp met de MH17.

## Tracklijst
Cd-single
1. "Yesterday Was Hard on All of Us" (radioversie) - 3:30
2. "Yesterday Was Hard on All of Us" (LP-versie) - 4:57
3. "Yesterday Was Hard on All of Us" (instrumentale versie) - 4:56